# Lisbjerg
Lisbjerg is een plaats in de Deense regio Midden-Jutland, gemeente Aarhus, en telt 779 inwoners (2007).